# Empis hainanensis
Empis hainanensis är en tvåvingeart som beskrevs av Yang, Yang och Hu 2002. Empis hainanensis ingår i släktet Empis och familjen dansflugor. Inga underarter finns listade i Catalogue of Life.